# Premier League 2010-11
La Premier League 2010-11 fue la decimonovena temporada de la liga premier, el campeón fue el Manchester United quien consiguió su 19° Premier League desde su creación en 1992.
Un total de 20 equipos participan en la competición, incluyendo 17 equipos de la temporada anterior y 3 que asciendan de la Football League Championship 2009-10. El campeón fue Manchester United, que se consagró a falta de una fecha para que terminara el campeonato.

## Equipos participantes
| Pos | Descendidos de Premier League |
| --- | ----------------------------- |
| 18º | Burnley                       |
| 19º | Hull City                     |
| 20º | Portsmouth                    |

| Pos | Ascendidos de League Championship      |
| --- | -------------------------------------- |
| 1º  | Newcastle United                       |
| 2º  | West Bromwich Albion                   |
| 6º  | Blackpool (ganador de la eliminatoria) |

### Información de los equipos
Clubes participantes en la Premier League 2010-11:
| Club                    | Ciudad              | Entrenador            | Estadio             | Aforo  |
| ----------------------- | ------------------- | --------------------- | ------------------- | ------ |
| Arsenal                 | Londres             | Arsène Wenger         | Emirates Stadium    | 60.361 |
| Aston Villa             | Birmingham          | Gerard Houllier       | Villa Park          | 42.789 |
| Birmingham City         | Birmingham          | Alex McLeish          | St. Andrews Stadium | 30.079 |
| Blackburn Rovers        | Blackburn           | Steve Kean            | Ewood Park          | 31.367 |
| Blackpool               | Blackpool           | Ian Holloway          | Bloomfield Road     | 16.220 |
| Bolton Wanderers        | Bolton              | Owen Coyle            | Reebok Stadium      | 28.723 |
| Chelsea                 | Londres             | Carlo Ancelotti       | Stamford Bridge     | 42.449 |
| Everton                 | Liverpool           | David Moyes           | Goodison Park       | 40.157 |
| Fulham                  | Londres             | Mark Hughes           | Craven Cottage      | 25.700 |
| Liverpool               | Liverpool           | Kenny Dalglish        | Anfield             | 45.276 |
| Manchester City         | Mánchester          | Roberto Mancini       | City of Manchester  | 47.405 |
| Manchester United       | Mánchester          | Alex Ferguson         | Old Trafford        | 75.797 |
| Newcastle United        | Newcastle upon Tyne | Alan Pardew           | St James' Park      | 52.409 |
| Stoke City              | Stoke-on-Trent      | Tony Pulis            | Britannia Stadium   | 27.740 |
| Sunderland              | Sunderland          | Steve Bruce           | Stadium of Light    | 49.000 |
| Tottenham Hotspur       | Londres             | Harry Redknapp        | White Hart Lane     | 36.230 |
| West Bromwich Albion    | West Bromwich       | Roy Hodgson           | The Hawthorns       | 26.484 |
| West Ham United         | Londres             | Kevin Keen (interino) | Upton Park          | 35.303 |
| Wigan Athletic          | Wigan               | Roberto Martínez      | DW Stadium          | 25.133 |
| Wolverhampton Wanderers | Wolverhampton       | Mick McCarthy         | Molineux Stadium    | 29.195 |

### Cambios de entrenadores
| Equipo           | Entrenador (jornadas)                        |
| ---------------- | -------------------------------------------- |
| Newcastle        | Chris Hughton (1-16) Alan Pardew (17-38)     |
| Blackburn Rovers | Sam Allardyce (1-17) Steve Kean (18-38)      |
| Liverpool        | Roy Hodgson (1-22) Kenny Dalglish (23-38)    |
| West Bromwich    | Roberto Di Matteo (1-26) Roy Hodgson (27-38) |
| West Ham United  | Avram Grant (1-37) Kevin Keen (38)           |

## Equipos por región
| Región                 | N.º | Equipos                                                                                      |
| ---------------------- | --- | -------------------------------------------------------------------------------------------- |
| Noroeste de Inglaterra | 8   | Blackburn, Blackpool, Bolton, Everton, Liverpool, Manchester City, Manchester United y Wigan |
| Gran Londres           | 5   | Arsenal, Chelsea, Fulham, Tottenham Hotspur y West Ham United                                |
| Midlands del Oeste     | 5   | Aston Villa, Birmingham City, Stoke City, West Bromwich Albion y Wolverhampton Wanderers     |
| Nordeste de Inglaterra | 2   | Newcastle United y Sunderland                                                                |

## Clasificación
| Pos. | Equipo                  | Pts. | PJ | G  | E  | P  | GF | GC | Dif. | Clasificación o descenso                            |
| ---- | ----------------------- | ---- | -- | -- | -- | -- | -- | -- | ---- | --------------------------------------------------- |
| 1    | Manchester United (C)   | 80   | 38 | 23 | 11 | 4  | 78 | 37 | +41  | Fase de grupos de la Liga de Campeones              |
| 2    | Chelsea                 | 71   | 38 | 21 | 8  | 9  | 69 | 33 | +36  | Fase de grupos de la Liga de Campeones              |
| 3    | Manchester City         | 71   | 38 | 21 | 8  | 9  | 60 | 33 | +27  | Fase de grupos de la Liga de Campeones              |
| 4    | Arsenal                 | 68   | 38 | 19 | 11 | 8  | 72 | 43 | +29  | Play-offs de la Liga de Campeones                   |
| 5    | Tottenham Hotspur       | 62   | 38 | 16 | 14 | 8  | 55 | 46 | +9   | Play-offs de la Liga Europa                         |
| 6    | Liverpool               | 58   | 38 | 17 | 7  | 14 | 59 | 44 | +15  |                                                     |
| 7    | Everton                 | 54   | 38 | 13 | 15 | 10 | 51 | 45 | +6   |                                                     |
| 8    | Fulham                  | 49   | 38 | 11 | 16 | 11 | 49 | 43 | +6   | Primera ronda previa de la Liga Europa              |
| 9    | Aston Villa             | 48   | 38 | 12 | 12 | 14 | 48 | 59 | −11  |                                                     |
| 10   | Sunderland              | 47   | 38 | 12 | 11 | 15 | 45 | 56 | −11  |                                                     |
| 11   | West Bromwich Albion    | 47   | 38 | 12 | 11 | 15 | 56 | 71 | −15  |                                                     |
| 12   | Newcastle United        | 46   | 38 | 11 | 13 | 14 | 56 | 57 | −1   |                                                     |
| 13   | Stoke City              | 46   | 38 | 13 | 7  | 18 | 46 | 48 | −2   | Tercera ronda previa de la Liga Europa              |
| 14   | Bolton Wanderers        | 46   | 38 | 12 | 10 | 16 | 52 | 56 | −4   |                                                     |
| 15   | Blackburn Rovers        | 43   | 38 | 11 | 10 | 17 | 46 | 59 | −13  |                                                     |
| 16   | Wigan Athletic          | 42   | 38 | 9  | 15 | 14 | 40 | 61 | −21  |                                                     |
| 17   | Wolverhampton Wanderers | 40   | 38 | 11 | 7  | 20 | 46 | 66 | −20  |                                                     |
| 18   | Birmingham City (D)     | 39   | 38 | 8  | 15 | 15 | 37 | 58 | −21  | Play-offs de la Liga Europa y descenso de categoría |
| 19   | Blackpool (D)           | 39   | 38 | 10 | 9  | 19 | 55 | 78 | −23  | Descenso de categoría                               |
| 20   | West Ham United (D)     | 33   | 38 | 7  | 12 | 19 | 43 | 70 | −27  | Descenso de categoría                               |

 Fuente: [cita requerida]
Notas:
1. ↑  Fulham se clasificó para la primera ronda previa de la Liga Europa 2011-12 debido a que fue el equipo con mayor fair play en Europa sin haber clasificado a competiciones europeas.
2. ↑  Stoke City se clasificó para la tercera ronda previa de la Liga Europa 2011-12 como subcampeón de la FA Cup 2010-11, ya que el campeón (Manchester City) se clasificó para la Liga de Campeones.
3. ↑  Birmingham City se clasificó para los play-offs de la Liga Europa 2011-12 como campeón de la Copa de la Liga de Inglaterra 2010-11.

## Resultados
Fuente: premierleague.com
| Fecha 1 (Del 14 al 16 de agosto) | Fecha 1 (Del 14 al 16 de agosto) | Fecha 1 (Del 14 al 16 de agosto) |
| Equipo Local                     | Resultado                        | Equipo Visitante                 |
| -------------------------------- | -------------------------------- | -------------------------------- |
| Tottenham Hotspur                | 0 - 0                            | Manchester City                  |
| Aston Villa                      | 3 - 0                            | West Ham United                  |
| Blackburn Rovers                 | 1 - 0                            | Everton                          |
| Bolton Wanderers                 | 0 - 0                            | Fulham                           |
| Sunderland                       | 2 - 2                            | Birmingham City                  |
| Wigan Athletic                   | 0 - 4                            | Blackpool                        |
| Wolverhampton Wanderers          | 2 - 1                            | Stoke City                       |
| Chelsea                          | 6 - 0                            | West Bromwich Albion             |
| Liverpool                        | 1 - 1                            | Arsenal                          |
| Manchester United                | 3 - 0                            | Newcastle United                 |

| Fecha 2 (Del 21 al 23 de agosto) | Fecha 2 (Del 21 al 23 de agosto) | Fecha 2 (Del 21 al 23 de agosto) |
| Equipo Local                     | Resultado                        | Equipo Visitante                 |
| -------------------------------- | -------------------------------- | -------------------------------- |
| Arsenal                          | 6 - 0                            | Blackpool                        |
| Birmingham City                  | 2 - 1                            | Blackburn Rovers                 |
| Everton                          | 1 - 1                            | Wolverhampton Wanderers          |
| Stoke City                       | 1 - 2                            | Tottenham Hotspur                |
| West Bromwich Albion             | 1 - 0                            | Sunderland                       |
| West Ham United                  | 1 - 3                            | Bolton Wanderers                 |
| Wigan Athletic                   | 0 - 6                            | Chelsea                          |
| Newcastle United                 | 6 - 0                            | Aston Villa                      |
| Fulham                           | 2 - 2                            | Manchester United                |
| Manchester City                  | 3 - 0                            | Liverpool                        |

| Fecha 3 (Del 28 al 29 de agosto) | Fecha 3 (Del 28 al 29 de agosto) | Fecha 3 (Del 28 al 29 de agosto) |
| Equipo Local                     | Resultado                        | Equipo Visitante                 |
| -------------------------------- | -------------------------------- | -------------------------------- |
| Blackburn Rovers                 | 1 - 2                            | Arsenal                          |
| Blackpool                        | 2 - 2                            | Fulham                           |
| Chelsea                          | 2 - 0                            | Stoke City                       |
| Liverpool                        | 1 - 0                            | West Bromwich Albion             |
| Tottenham Hotspur                | 0 - 1                            | Wigan Athletic                   |
| Wolverhampton Wanderers          | 1 - 1                            | Newcastle United                 |
| Manchester United                | 3 - 0                            | West Ham United                  |
| Bolton Wanderers                 | 2 - 2                            | Birmingham City                  |
| Sunderland                       | 1 - 0                            | Manchester City                  |
| Aston Villa                      | 1 - 0                            | Everton                          |

| Fecha 4 (Del 11 al 13 de septiembre) | Fecha 4 (Del 11 al 13 de septiembre) | Fecha 4 (Del 11 al 13 de septiembre) |
| Equipo Local                         | Resultado                            | Equipo Visitante                     |
| ------------------------------------ | ------------------------------------ | ------------------------------------ |
| Arsenal                              | 4 - 1                                | Bolton Wanderers                     |
| Fulham                               | 2 - 1                                | Wolverhampton Wanderers              |
| Manchester City                      | 1 - 1                                | Blackburn Rovers                     |
| Newcastle United                     | 0 - 2                                | Blackpool                            |
| West Bromwich Albion                 | 1 - 1                                | Tottenham Hotspur                    |
| West Ham United                      | 1 - 3                                | Chelsea                              |
| Wigan Athletic                       | 1 - 1                                | Sunderland                           |
| Everton                              | 3 - 3                                | Manchester United                    |
| Birmingham City                      | 0 - 0                                | Liverpool                            |
| Stoke City                           | 2 - 1                                | Aston villa                          |

| Fecha 5 (Del 18 al 19 de septiembre) | Fecha 5 (Del 18 al 19 de septiembre) | Fecha 5 (Del 18 al 19 de septiembre) |
| Equipo Local                         | Resultado                            | Equipo Visitante                     |
| ------------------------------------ | ------------------------------------ | ------------------------------------ |
| Stoke City                           | 1 - 1                                | West Ham United                      |
| Aston Villa                          | 1 - 1                                | Bolton Wanderers                     |
| Blackburn Rovers                     | 1 - 1                                | Fulham                               |
| Everton                              | 0 - 1                                | Newcastle United                     |
| Tottenham Hotspur                    | 3 - 1                                | Wolverhampton Wanderers              |
| West Bromwich Albion                 | 3 - 1                                | Birmingham City                      |
| Wigan Athletic                       | 0 - 2                                | Manchester City                      |
| Sunderland                           | 1 - 1                                | Arsenal                              |
| Manchester United                    | 3 - 2                                | Liverpool                            |
| Chelsea                              | 4 - 0                                | Blackpool                            |

| Fecha 6 (Del 25 al 26 de septiembre) | Fecha 6 (Del 25 al 26 de septiembre) | Fecha 6 (Del 25 al 26 de septiembre) |
| Equipo Local                         | Resultado                            | Equipo Visitante                     |
| ------------------------------------ | ------------------------------------ | ------------------------------------ |
| Manchester City                      | 1 - 0                                | Chelsea                              |
| Arsenal                              | 2 - 3                                | West Bromwich Albion                 |
| Birmingham City                      | 0 - 0                                | Wigan Athletic                       |
| Blackpool                            | 1 - 2                                | Blackburn Rovers                     |
| Fulham                               | 0 - 0                                | Everton                              |
| Liverpool                            | 2 - 2                                | Sunderland                           |
| West Ham United                      | 1 - 0                                | Tottenham Hotspur                    |
| Bolton Wanderers                     | 2 - 2                                | Manchester United                    |
| Wolverhampton Wanderers              | 1 - 2                                | Aston Villa                          |
| Newcastle United                     | 1 - 2                                | Stoke City                           |

| Fecha 7 (Del 2 al 3 de octubre) | Fecha 7 (Del 2 al 3 de octubre) | Fecha 7 (Del 2 al 3 de octubre) |
| Equipo Local                    | Resultado                       | Equipo Visitante                |
| ------------------------------- | ------------------------------- | ------------------------------- |
| Wigan Athletic                  | 2 - 0                           | Wolverhampton Wanderers         |
| Birmingham City                 | 0 - 2                           | Everton                         |
| Liverpool                       | 1 - 2                           | Blackpool                       |
| Stoke City                      | 1 - 0                           | Blackburn Rovers                |
| Sunderland                      | 0 - 0                           | Manchester United               |
| Tottenham Hotspur               | 2 - 1                           | Aston Villa                     |
| West Bromwich Albion            | 1 - 1                           | Bolton Wanderers                |
| West Ham United                 | 1 - 1                           | Fulham                          |
| Manchester City                 | 2 - 1                           | Newcastle United                |
| Chelsea                         | 2 - 0                           | Arsenal                         |

| Fecha 8 (Del 16 al 18 de octubre) | Fecha 8 (Del 16 al 18 de octubre) | Fecha 8 (Del 16 al 18 de octubre) |
| Equipo Local                      | Resultado                         | Equipo Visitante                  |
| --------------------------------- | --------------------------------- | --------------------------------- |
| Arsenal                           | 2 - 1                             | Birmingham City                   |
| Bolton Wanderers                  | 2 - 1                             | Stoke City                        |
| Fulham                            | 1 - 2                             | Tottenham Hotspur                 |
| Manchester United                 | 2 - 2                             | West Bromwich Albion              |
| Newcastle United                  | 2 - 2                             | Wigan Athletic                    |
| Wolverhampton Wanderers           | 1 - 1                             | West Ham United                   |
| Aston Villa                       | 0 - 0                             | Chelsea                           |
| Everton                           | 2 - 0                             | Liverpool                         |
| Blackpool                         | 2 - 3                             | Manchester City                   |
| Blackburn Rovers                  | 0 - 0                             | Sunderland                        |

| Fecha 9 (Del 23 al 24 de octubre) | Fecha 9 (Del 23 al 24 de octubre) | Fecha 9 (Del 23 al 24 de octubre) |
| Equipo Local                      | Resultado                         | Equipo Visitante                  |
| --------------------------------- | --------------------------------- | --------------------------------- |
| Tottenham Hotspur                 | 1 - 1                             | Everton                           |
| Birmingham City                   | 2 - 0                             | Blackpool                         |
| Chelsea                           | 2 - 0                             | Wolverhampton Wanderers           |
| Liverpool                         | 2 - 1                             | Blackburn Rovers                  |
| Sunderland                        | 1 - 0                             | Aston Villa                       |
| West Bromwich Albion              | 2 - 1                             | Fulham                            |
| Wigan Athletic                    | 1 - 1                             | Bolton Wanderers                  |
| West Ham United                   | 1 - 2                             | Newcastle United                  |
| Stoke City                        | 1 - 2                             | Manchester United                 |
| Manchester City                   | 0 - 3                             | Arsenal                           |

| Fecha 10 (Del 30 de octubre al 1 de noviembre) | Fecha 10 (Del 30 de octubre al 1 de noviembre) | Fecha 10 (Del 30 de octubre al 1 de noviembre) |
| Equipo Local                                   | Resultado                                      | Equipo Visitante                               |
| ---------------------------------------------- | ---------------------------------------------- | ---------------------------------------------- |
| Arsenal                                        | 1 - 0                                          | West Ham United                                |
| Blackburn Rovers                               | 1 - 2                                          | Chelsea                                        |
| Everton                                        | 1 - 0                                          | Stoke City                                     |
| Fulham                                         | 2 - 0                                          | Wigan Athletic                                 |
| Wolverhampton Wanderers                        | 2 - 1                                          | Manchester City                                |
| Manchester United                              | 2 - 0                                          | Tottenham Hotspur                              |
| Aston Villa                                    | 0 - 0                                          | Birmingham City                                |
| Bolton Wanderers                               | 0 - 1                                          | Liverpool                                      |
| Newcastle United                               | 5 - 1                                          | Sunderland                                     |
| Blackpool                                      | 2 - 1                                          | West Bromwich Albion                           |

| Fecha 11 (Del 6 al 7 de noviembre) | Fecha 11 (Del 6 al 7 de noviembre) | Fecha 11 (Del 6 al 7 de noviembre) |
| Equipo Local                       | Resultado                          | Equipo Visitante                   |
| ---------------------------------- | ---------------------------------- | ---------------------------------- |
| Bolton Wanderers                   | 4 - 2                              | Tottenham Hotspur                  |
| Birmingham City                    | 2 - 2                              | West Ham United                    |
| Blackburn Rovers                   | 2 - 1                              | Wigan Athletic                     |
| Blackpool                          | 2 - 2                              | Everton                            |
| Fulham                             | 1 - 1                              | Aston Villa                        |
| Manchester United                  | 2 - 1                              | Wolverhampton Wanderers            |
| Sunderland                         | 2 - 0                              | Stoke City                         |
| Arsenal                            | 0 - 1                              | Newcastle United                   |
| West Bromwich Albion               | 0 - 2                              | Manchester City                    |
| Liverpool                          | 2 - 0                              | Chelsea                            |

| Fecha 12 (Del 9 al 10 de noviembre) | Fecha 12 (Del 9 al 10 de noviembre) | Fecha 12 (Del 9 al 10 de noviembre) |
| Equipo Local                        | Resultado                           | Equipo Visitante                    |
| ----------------------------------- | ----------------------------------- | ----------------------------------- |
| Stoke City                          | 3 - 2                               | Birmingham City                     |
| Tottenham Hotspur                   | 1 - 1                               | Sunderland                          |
| West Ham United                     | 2 - 2                               | West Bromwich Albion                |
| Aston Villa                         | 3 - 2                               | Blackpool                           |
| Chelsea                             | 1 - 0                               | Fulham                              |
| Newcastle United                    | 1 - 2                               | Blackburn Rovers                    |
| Wigan Athletic                      | 1 - 1                               | Liverpool                           |
| Wolverhampton Wanderers             | 0 - 2                               | Arsenal                             |
| Everton                             | 1 - 1                               | Bolton Wanderers                    |
| Manchester City                     | 0 - 0                               | Manchester United                   |

| Fecha 13 (Del 13 al 14 de noviembre) | Fecha 13 (Del 13 al 14 de noviembre) | Fecha 13 (Del 13 al 14 de noviembre) |
| Equipo Local                         | Resultado                            | Equipo Visitante                     |
| ------------------------------------ | ------------------------------------ | ------------------------------------ |
| Aston Villa                          | 2 - 2                                | Manchester United                    |
| Manchester City                      | 0 - 0                                | Birmingham City                      |
| Newcastle United                     | 0 - 0                                | Fulham                               |
| Tottenham Hotspur                    | 4 - 2                                | Blackburn Rovers                     |
| West Ham United                      | 0 - 0                                | Blackpool                            |
| Wigan Athletic                       | 1 - 0                                | West Bromwich Albion                 |
| Wolverhampton Wanderers              | 2 - 3                                | Bolton Wanderers                     |
| Stoke City                           | 2 - 0                                | Liverpool                            |
| Everton                              | 1 - 2                                | Arsenal                              |
| Chelsea                              | 0 - 3                                | Sunderland                           |

| Fecha 14 (Del 20 al 22 de noviembre) | Fecha 14 (Del 20 al 22 de noviembre) | Fecha 14 (Del 20 al 22 de noviembre) |
| Equipo Local                         | Resultado                            | Equipo Visitante                     |
| ------------------------------------ | ------------------------------------ | ------------------------------------ |
| Birmingham City                      | 1 - 0                                | Chelsea                              |
| Blackburn Rovers                     | 2 - 0                                | Aston Villa                          |
| Blackpool                            | 2 - 1                                | Wolverhampton Wanderers              |
| Bolton Wanderers                     | 5 - 1                                | Newcastle United                     |
| Manchester United                    | 2 - 0                                | Wigan Athletic                       |
| West Bromwich Albion                 | 0 - 3                                | Stoke City                           |
| Liverpool                            | 3 - 0                                | West Ham United                      |
| Arsenal                              | 2 - 3                                | Tottenham Hotspur                    |
| Fulham                               | 1 - 4                                | Manchester City                      |
| Sunderland                           | 2 - 2                                | Everton                              |

| Fecha 15 (Del 27 al 28 de noviembre) | Fecha 15 (Del 27 al 28 de noviembre) | Fecha 15 (Del 27 al 28 de noviembre) |
| Equipo Local                         | Resultado                            | Equipo Visitante                     |
| ------------------------------------ | ------------------------------------ | ------------------------------------ |
| Aston Villa                          | 2 - 4                                | Arsenal                              |
| Everton                              | 1 - 4                                | West Bromwich Albion                 |
| West Ham United                      | 3 - 1                                | Wigan Athletic                       |
| Manchester United                    | 7 - 1                                | Blackburn Rovers                     |
| Bolton Wanderers                     | 2 - 2                                | Blackpool                            |
| Stoke City                           | 1 - 1                                | Manchester City                      |
| Fulham                               | 1 - 1                                | Birmingham City                      |
| Wolverhampton Wanderers              | 3 - 2                                | Sunderland                           |
| Newcastle United                     | 1 - 1                                | Chelsea                              |
| Tottenham Hotspur                    | 2 - 1                                | Liverpool                            |

| Fecha 16 (Del 4 al 6 de diciembre) | Fecha 16 (Del 4 al 6 de diciembre) | Fecha 16 (Del 4 al 6 de diciembre) |
| Equipo Local                       | Resultado                          | Equipo Visitante                   |
| ---------------------------------- | ---------------------------------- | ---------------------------------- |
| Sunderland                         | 1 - 0                              | West Ham United                    |
| Arsenal                            | 2 - 1                              | Fulham                             |
| Wigan Athletic                     | 2 - 2                              | Stoke City                         |
| Blackburn Rovers                   | 3 - 0                              | Wolverhampton Wanderers            |
| Manchester City                    | 1 - 0                              | Bolton Wanderers                   |
| Chelsea                            | 1 - 1                              | Everton                            |
| West Bromwich Albion               | 3 - 1                              | Newcastle United                   |
| Birmingham City                    | 1 - 1                              | Tottenham Hotspur                  |
| Liverpool                          | 3 - 0                              | Aston Villa                        |
| Blackpool                          | 2 - 3                              | Manchester United                  |

| Fecha 17 (Del 11 al 13 de diciembre) | Fecha 17 (Del 11 al 13 de diciembre) | Fecha 17 (Del 11 al 13 de diciembre) |
| Equipo Local                         | Resultado                            | Equipo Visitante                     |
| ------------------------------------ | ------------------------------------ | ------------------------------------ |
| Aston Villa                          | 2 - 1                                | West Bromwich Albion                 |
| Everton                              | 0 - 0                                | Wigan Athletic                       |
| Fulham                               | 0 - 0                                | Sunderland                           |
| Stoke City                           | 0 - 1                                | Blackpool                            |
| West Ham United                      | 1 - 3                                | Manchester City                      |
| Newcastle United                     | 3 - 1                                | Liverpool                            |
| Bolton Wanderers                     | 2 - 1                                | Blackburn Rovers                     |
| Wolverhampton Wanderers              | 1 - 0                                | Birmingham City                      |
| Tottenham Hotspur                    | 1 - 1                                | Chelsea                              |
| Manchester United                    | 1 - 0                                | Arsenal                              |

| Fecha 18 (Del 18 al 20 de diciembre) | Fecha 18 (Del 18 al 20 de diciembre) | Fecha 18 (Del 18 al 20 de diciembre) |
| Equipo Local                         | Resultado                            | Equipo Visitante                     |
| ------------------------------------ | ------------------------------------ | ------------------------------------ |
| Sunderland                           | 1 - 0                                | Bolton Wanderers                     |
| Arsenal                              | 1 - 0                                | Stoke City                           |
| Birmingham City                      | 0 - 2                                | Newcastle United                     |
| Blackburn Rovers                     | 1 - 1                                | West Ham United                      |
| Wigan Athletic                       | 1 - 2                                | Aston Villa                          |
| Liverpool                            | 1 - 0                                | Fulham                               |
| West Bromwich Albion                 | 1 - 1                                | Wolverhampton Wanderers              |
| Blackpool                            | 3 - 1                                | Tottenham Hotspur                    |
| Chelsea                              | 2 - 1                                | Manchester United                    |
| Manchester City                      | 1 - 2                                | Everton                              |

| Fecha 19 (Del 26 al 27 de diciembre) | Fecha 19 (Del 26 al 27 de diciembre) | Fecha 19 (Del 26 al 27 de diciembre) |
| Equipo Local                         | Resultado                            | Equipo Visitante                     |
| ------------------------------------ | ------------------------------------ | ------------------------------------ |
| Fulham                               | 1 - 3                                | West Ham United                      |
| Blackburn Rovers                     | 0 - 2                                | Stoke City                           |
| Blackpool                            | 2 - 1                                | Liverpool                            |
| Bolton Wanderers                     | 2 - 0                                | West Bromwich Albion                 |
| Everton                              | 1 - 1                                | Birmingham City                      |
| Manchester United                    | 2 - 0                                | Sunderland                           |
| Newcastle United                     | 1 - 3                                | Manchester City                      |
| Wolverhampton Wanderers              | 1 - 2                                | Wigan Athletic                       |
| Aston Villa                          | 1 - 2                                | Tottenham Hotspur                    |
| Arsenal                              | 3 - 1                                | Chelsea                              |

| Fecha 20 (Del 28 al 29 de diciembre) | Fecha 20 (Del 28 al 29 de diciembre) | Fecha 20 (Del 28 al 29 de diciembre) |
| Equipo Local                         | Resultado                            | Equipo Visitante                     |
| ------------------------------------ | ------------------------------------ | ------------------------------------ |
| Manchester City                      | 4 - 0                                | Aston Villa                          |
| Stoke City                           | 0 - 2                                | Fulham                               |
| Sunderland                           | 0 - 2                                | Blackpool                            |
| Tottenham Hotspur                    | 2 - 0                                | Newcastle United                     |
| West Bromwich Albion                 | 1 - 3                                | Blackburn Rovers                     |
| West Ham United                      | 1 - 1                                | Everton                              |
| Birmingham City                      | 1 - 1                                | Manchester United                    |
| Wigan Athletic                       | 2 - 2                                | Arsenal                              |
| Chelsea                              | 1 - 0                                | Bolton Wanderers                     |
| Liverpool                            | 0 - 1                                | Wolverhampton Wanderers              |

| Fecha 21 (Del 1 al 2 de enero) | Fecha 21 (Del 1 al 2 de enero) | Fecha 21 (Del 1 al 2 de enero) |
| Equipo Local                   | Resultado                      | Equipo Visitante               |
| ------------------------------ | ------------------------------ | ------------------------------ |
| West Bromwich Albion           | 1 - 2                          | Manchester United              |
| Tottenham Hotspur              | 1 - 0                          | Fulham                         |
| Sunderland                     | 3 - 0                          | Blackburn Rovers               |
| Liverpool                      | 2 - 1                          | Bolton Wanderers               |
| Manchester City                | 1 - 0                          | Blackpool                      |
| Stoke City                     | 2 - 0                          | Everton                        |
| West Ham United                | 2 - 0                          | Wolverhampton Wanderers        |
| Birmingham City                | 0 - 3                          | Arsenal                        |
| Chelsea                        | 3 - 3                          | Aston Villa                    |
| Wigan Athletic                 | 0 - 1                          | Newcastle United               |

| Fecha 22 (Del 4 al 5 de enero) | Fecha 22 (Del 4 al 5 de enero) | Fecha 22 (Del 4 al 5 de enero) |
| Equipo Local                   | Resultado                      | Equipo Visitante               |
| ------------------------------ | ------------------------------ | ------------------------------ |
| Manchester United              | 2 - 1                          | Stoke City                     |
| Fulham                         | 3 - 0                          | West Bromwich Albion           |
| Blackpool                      | 1 - 2                          | Birmingham City                |
| Aston Villa                    | 0 - 1                          | Sunderland                     |
| Newcastle United               | 5 - 0                          | West Ham United                |
| Arsenal                        | 0 - 0                          | Manchester City                |
| Wolverhampton Wanderers        | 1 - 0                          | Chelsea                        |
| Everton                        | 2 - 1                          | Tottenham Hotspur              |
| Blackburn Rovers               | 3 - 1                          | Liverpool                      |
| Bolton Wanderers               | 1 - 1                          | Wigan Athletic                 |

| Fecha 23 (Del 15 al 16 de enero) | Fecha 23 (Del 15 al 16 de enero) | Fecha 23 (Del 15 al 16 de enero) |
| Equipo Local                     | Resultado                        | Equipo Visitante                 |
| -------------------------------- | -------------------------------- | -------------------------------- |
| Manchester City                  | 4 - 3                            | Wolverhampton Wanderers          |
| Stoke City                       | 2 - 0                            | Bolton Wanderers                 |
| Chelsea                          | 2 - 0                            | Blackburn Rovers                 |
| West Bromwich Albion             | 3 - 2                            | Blackpool                        |
| Wigan Athletic                   | 1 - 1                            | Fulham                           |
| West Ham United                  | 0 - 3                            | Arsenal                          |
| Birmingham City                  | 1 - 1                            | Aston Villa                      |
| Sunderland                       | 1 - 1                            | Newcastle United                 |
| Liverpool                        | 2 - 2                            | Everton                          |
| Tottenham Hotspur                | 0 - 0                            | Manchester United                |

| Fecha 24 (Del 22 al 24 de enero) | Fecha 24 (Del 22 al 24 de enero) | Fecha 24 (Del 22 al 24 de enero) |
| Equipo Local                     | Resultado                        | Equipo Visitante                 |
| -------------------------------- | -------------------------------- | -------------------------------- |
| Wolverhampton Wanderers          | 0 - 3                            | Liverpool                        |
| Arsenal                          | 3 - 0                            | Wigan Athletic                   |
| Blackpool                        | 1 - 2                            | Sunderland                       |
| Newcastle United                 | 1 - 1                            | Tottenham Hotspur                |
| Manchester United                | 5 - 0                            | Birmingham City                  |
| Fulham                           | 2 - 0                            | Stoke City                       |
| Everton                          | 2 - 2                            | West Ham United                  |
| Aston Villa                      | 1 - 0                            | Manchester City                  |
| Blackburn Rovers                 | 2 - 0                            | West Bromwich Albion             |
| Bolton Wanderers                 | 0 - 4                            | Chelsea                          |

| Fecha 25 (Del 1 al 2 de febrero) | Fecha 25 (Del 1 al 2 de febrero) | Fecha 25 (Del 1 al 2 de febrero) |
| Equipo Local                     | Resultado                        | Equipo Visitante                 |
| -------------------------------- | -------------------------------- | -------------------------------- |
| Arsenal                          | 2 - 1                            | Everton                          |
| Sunderland                       | 2 - 4                            | Chelsea                          |
| Manchester United                | 3 - 1                            | Aston Villa                      |
| West Bromwich Albion             | 2 - 2                            | Wigan Athletic                   |
| Birmingham City                  | 2 - 2                            | Manchester City                  |
| Blackpool                        | 1 - 3                            | West Ham United                  |
| Bolton Wanderers                 | 1 - 0                            | Wolverhampton Wanderers          |
| Blackburn Rovers                 | 0 - 1                            | Tottenham Hotspur                |
| Fulham                           | 1 - 0                            | Newcastle United                 |
| Liverpool                        | 2 - 0                            | Stoke City                       |

| Fecha 26 (Del 5 al 6 de febrero) | Fecha 26 (Del 5 al 6 de febrero) | Fecha 26 (Del 5 al 6 de febrero) |
| Equipo Local                     | Resultado                        | Equipo Visitante                 |
| -------------------------------- | -------------------------------- | -------------------------------- |
| Stoke City                       | 3 - 2                            | Sunderland                       |
| Newcastle United                 | 4 - 4                            | Arsenal                          |
| Manchester City                  | 3 - 0                            | West Bromwich Albion             |
| Everton                          | 5 - 3                            | Blackpool                        |
| Aston Villa                      | 2 - 2                            | Fulham                           |
| Tottenham Hotspur                | 2 - 1                            | Bolton Wanderers                 |
| Wigan Athletic                   | 4 - 3                            | Blackburn Rovers                 |
| Wolverhampton Wanderers          | 2 - 1                            | Manchester United                |
| West Ham United                  | 0 - 1                            | Birmingham City                  |
| Chelsea                          | 0 - 1                            | Liverpool                        |

| Fecha 27 (Del 12 al 14 de febrero) | Fecha 27 (Del 12 al 14 de febrero) | Fecha 27 (Del 12 al 14 de febrero) |
| Equipo Local                       | Resultado                          | Equipo Visitante                   |
| ---------------------------------- | ---------------------------------- | ---------------------------------- |
| Manchester United                  | 2 - 1                              | Manchester City                    |
| West Bromwich Albion               | 3 - 3                              | West Ham United                    |
| Liverpool                          | 1 - 1                              | Wigan Athletic                     |
| Blackpool                          | 1 - 1                              | Aston Villa                        |
| Birmingham City                    | 1 - 0                              | Stoke City                         |
| Blackburn Rovers                   | 0 - 0                              | Newcastle United                   |
| Arsenal                            | 2 - 0                              | Wolverhampton Wanderers            |
| Sunderland                         | 1 - 2                              | Tottenham Hotspur                  |
| Bolton Wanderers                   | 2 - 0                              | Everton                            |
| Fulham                             | 0 - 0                              | Chelsea                            |

| Fecha 28 (Del 26 al 28 de febrero) | Fecha 28 (Del 26 al 28 de febrero) | Fecha 28 (Del 26 al 28 de febrero) |
| Equipo Local                       | Resultado                          | Equipo Visitante                   |
| ---------------------------------- | ---------------------------------- | ---------------------------------- |
| Tottenham Hotspur                  | 3 - 3                              | Arsenal                            |
| Everton                            | 2 - 0                              | Sunderland                         |
| Newcastle United                   | 1 - 1                              | Bolton Wanderers                   |
| Wigan Athletic                     | 0 - 4                              | Manchester United                  |
| Wolverhampton Wanderers            | 4 - 0                              | Blackpool                          |
| Aston Villa                        | 4 - 1                              | Blackburn Rovers                   |
| Chelsea                            | 3 - 1                              | Birmingham City                    |
| West Ham United                    | 3 - 1                              | Liverpool                          |
| Manchester City                    | 1 - 1                              | Fulham                             |
| Stoke City                         | 1 - 1                              | West Bromwich Albion               |

| Fecha 29 (Del 5 al 7 de marzo) | Fecha 29 (Del 5 al 7 de marzo) | Fecha 29 (Del 5 al 7 de marzo) |
| Equipo Local                   | Resultado                      | Equipo Visitante               |
| ------------------------------ | ------------------------------ | ------------------------------ |
| Birmingham City                | 1 - 3                          | West Bromwich Albion           |
| Arsenal                        | 0 - 0                          | Sunderland                     |
| Bolton Wanderers               | 3 - 2                          | Aston Villa                    |
| Fulham                         | 3 - 2                          | Blackburn Rovers               |
| West Ham United                | 3 - 0                          | Stoke City                     |
| Newcastle United               | 1 - 2                          | Everton                        |
| Manchester City                | 1 - 0                          | Wigan Athletic                 |
| Liverpool                      | 3 - 1                          | Manchester United              |
| Wolverhampton Wanderers        | 3 - 3                          | Tottenham Hotspur              |
| Blackpool                      | 1 - 3                          | Chelsea                        |

| Fecha 30 (Del 19 al 20 de marzo ) | Fecha 30 (Del 19 al 20 de marzo ) | Fecha 30 (Del 19 al 20 de marzo ) |
| Equipo Local                      | Resultado                         | Equipo Visitante                  |
| --------------------------------- | --------------------------------- | --------------------------------- |
| Tottenham Hotspur                 | 0 - 0                             | West Ham United                   |
| Manchester United                 | 1 - 0                             | Bolton Wanderers                  |
| West Bromwich Albion              | 2 - 2                             | Arsenal                           |
| Blackburn Rovers                  | 2 - 2                             | Blackpool                         |
| Stoke City                        | 4 - 0                             | Newcastle United                  |
| Aston Villa                       | 0 - 1                             | Wolverhampton Wanderers           |
| Wigan Athletic                    | 2 - 1                             | Birmingham City                   |
| Everton                           | 2 - 1                             | Fulham                            |
| Sunderland                        | 0 - 2                             | Liverpool                         |
| Chelsea                           | 2 - 0                             | Manchester City                   |

| Fecha 31 (Del 2 al 3 de abril ) | Fecha 31 (Del 2 al 3 de abril ) | Fecha 31 (Del 2 al 3 de abril ) |
| Equipo Local                    | Resultado                       | Equipo Visitante                |
| ------------------------------- | ------------------------------- | ------------------------------- |
| West Ham United                 | 2 - 4                           | Manchester United               |
| Newcastle United                | 4 - 1                           | Wolverhampton Wanderers         |
| Birmingham City                 | 2 - 1                           | Bolton Wanderers                |
| West Bromwich Albion            | 2 - 1                           | Liverpool                       |
| Everton                         | 2 - 2                           | Aston Villa                     |
| Stoke City                      | 1 - 1                           | Chelsea                         |
| Wigan Athletic                  | 0 - 0                           | Tottenham Hotspur               |
| Arsenal                         | 0 - 0                           | Blackburn Rovers                |
| Fulham                          | 3 - 0                           | Blackpool                       |
| Manchester City                 | 5 - 0                           | Sunderland                      |

| Fecha 32 (Del 9 al 11 de abril ) | Fecha 32 (Del 9 al 11 de abril ) | Fecha 32 (Del 9 al 11 de abril ) |
| Equipo Local                     | Resultado                        | Equipo Visitante                 |
| -------------------------------- | -------------------------------- | -------------------------------- |
| Wolverhampton Wanderers          | 0 - 3                            | Everton                          |
| Blackburn Rovers                 | 1 - 1                            | Birmingham City                  |
| Bolton Wanderers                 | 3 - 0                            | West Ham United                  |
| Chelsea                          | 1 - 0                            | Wigan Athletic                   |
| Manchester United                | 2 - 0                            | Fulham                           |
| Sunderland                       | 2 - 3                            | West Bromwich Albion             |
| Tottenham Hotspur                | 3 - 2                            | Stoke City                       |
| Blackpool                        | 1 - 3                            | Arsenal                          |
| Aston Villa                      | 1 - 0                            | Newcastle United                 |
| Liverpool                        | 3 - 0                            | Manchester City                  |

| Fecha 33 (Del 16 al 17 de abril) | Fecha 33 (Del 16 al 17 de abril) | Fecha 33 (Del 16 al 17 de abril) |
| Equipo Local                     | Resultado                        | Equipo Visitante                 |
| -------------------------------- | -------------------------------- | -------------------------------- |
| Blackpool                        | 1 - 3                            | Wigan Athletic                   |
| West Bromwich Albion             | 1 - 3                            | Chelsea                          |
| Birmingham City                  | 2 - 0                            | Sunderland                       |
| Everton                          | 2 - 0                            | Blackburn Rovers                 |
| West Ham United                  | 1 - 2                            | Aston Villa                      |
| Arsenal                          | 1 - 1                            | Liverpool                        |
| Newcastle United                 | 0 - 0                            | Manchester United                |
| Stoke City                       | 3 - 0                            | Wolverhampton Wanderers          |
| Fulham                           | 3 - 0                            | Bolton Wanderers                 |
| Manchester City                  | 1 - 0                            | Tottenham Hotspur                |

| Fecha 34 (Del 23 al 25 de abril) | Fecha 34 (Del 23 al 25 de abril) | Fecha 34 (Del 23 al 25 de abril) |
| Equipo Local                     | Resultado                        | Equipo Visitante                 |
| -------------------------------- | -------------------------------- | -------------------------------- |
| Manchester United                | 1 - 0                            | Everton                          |
| Aston Villa                      | 1 - 1                            | Stoke City                       |
| Blackpool                        | 1 - 1                            | Newcastle United                 |
| Liverpool                        | 5 - 0                            | Birmingham City                  |
| Sunderland                       | 4 - 2                            | Wigan Athletic                   |
| Tottenham Hotspur                | 2 - 2                            | West Bromwich Albion             |
| Wolverhampton Wanderers          | 1 - 1                            | Fulham                           |
| Chelsea                          | 3 - 0                            | West Ham United                  |
| Bolton Wanderers                 | 2 - 1                            | Arsenal                          |
| Blackburn Rovers                 | 0 - 1                            | Manchester City                  |

| Fecha 35 (Del 30 de abril al 1 de mayo) | Fecha 35 (Del 30 de abril al 1 de mayo) | Fecha 35 (Del 30 de abril al 1 de mayo) |
| Equipo Local                            | Resultado                               | Equipo Visitante                        |
| --------------------------------------- | --------------------------------------- | --------------------------------------- |
| Blackburn Rovers                        | 1 - 0                                   | Bolton Wanderers                        |
| Blackpool                               | 0 - 0                                   | Stoke City                              |
| Sunderland                              | 0 - 3                                   | Fulham                                  |
| West Bromwich Albion                    | 2 - 1                                   | Aston Villa                             |
| Wigan Athletic                          | 1 - 1                                   | Everton                                 |
| Chelsea                                 | 2 - 1                                   | Tottenham Hotspur                       |
| Birmingham City                         | 1 - 1                                   | Wolverhampton Wanderers                 |
| Liverpool                               | 3 - 0                                   | Newcastle United                        |
| Arsenal                                 | 1 - 0                                   | Manchester United                       |
| Manchester City                         | 2 - 1                                   | West Ham United                         |

| Fecha 36 (Del 7 al 9 de mayo) | Fecha 36 (Del 7 al 9 de mayo) | Fecha 36 (Del 7 al 9 de mayo) |
| Equipo Local                  | Resultado                     | Equipo Visitante              |
| ----------------------------- | ----------------------------- | ----------------------------- |
| Aston Villa                   | 1 - 1                         | Wigan Athletic                |
| Bolton Wanderers              | 1 - 2                         | Sunderland                    |
| Everton                       | 2 - 1                         | Manchester City               |
| Newcastle United              | 2 - 1                         | Birmingham City               |
| West Ham United               | 1 - 1                         | Blackburn Rovers              |
| Tottenham Hotspur             | 1 - 1                         | Blackpool                     |
| Wolverhampton Wanderers       | 3 - 1                         | West Bromwich Albion          |
| Stoke City                    | 3 - 1                         | Arsenal                       |
| Manchester United             | 2 - 1                         | Chelsea                       |
| Fulham                        | 2 - 5                         | Liverpool                     |

| Fecha 37 (Del 14 al 15 de mayo) | Fecha 37 (Del 14 al 15 de mayo) | Fecha 37 (Del 14 al 15 de mayo) |
| Equipo Local                    | Resultado                       | Equipo Visitante                |
| ------------------------------- | ------------------------------- | ------------------------------- |
| Blackburn Rovers                | 1 - 1                           | Manchester United               |
| Blackpool                       | 4 - 3                           | Bolton Wanderers                |
| Manchester City                 | 3 - 0                           | Stoke City                      |
| Sunderland                      | 1 - 3                           | Wolverhampton Wanderers         |
| West Bromwich Albion            | 1 - 0                           | Everton                         |
| Chelsea                         | 2 - 2                           | Newcastle United                |
| Arsenal                         | 1 - 2                           | Aston Villa                     |
| Birmingham City                 | 0 - 2                           | Fulham                          |
| Liverpool                       | 0 - 2                           | Tottenham Hotspur               |
| Wigan Athletic                  | 3 - 2                           | West Ham United                 |

| Fecha 38 (22 de mayo)   | Fecha 38 (22 de mayo) | Fecha 38 (22 de mayo) |
| Equipo Local            | Resultado             | Equipo Visitante      |
| ----------------------- | --------------------- | --------------------- |
| Bolton Wanderers        | 0 - 2                 | Manchester City       |
| Stoke City              | 0 - 1                 | Wigan Athletic        |
| Manchester United       | 4 - 2                 | Blackpool             |
| Fulham                  | 2 - 2                 | Arsenal               |
| Everton                 | 1 - 0                 | Chelsea               |
| Tottenham Hotspur       | 2 - 1                 | Birmingham City       |
| Aston Villa             | 1 - 0                 | Liverpool             |
| Newcastle United        | 3 - 3                 | West Bromwich Albion  |
| West Ham United         | 0 - 3                 | Sunderland            |
| Wolverhampton Wanderers | 2 - 3                 | Blackburn Rovers      |

## Goleadores

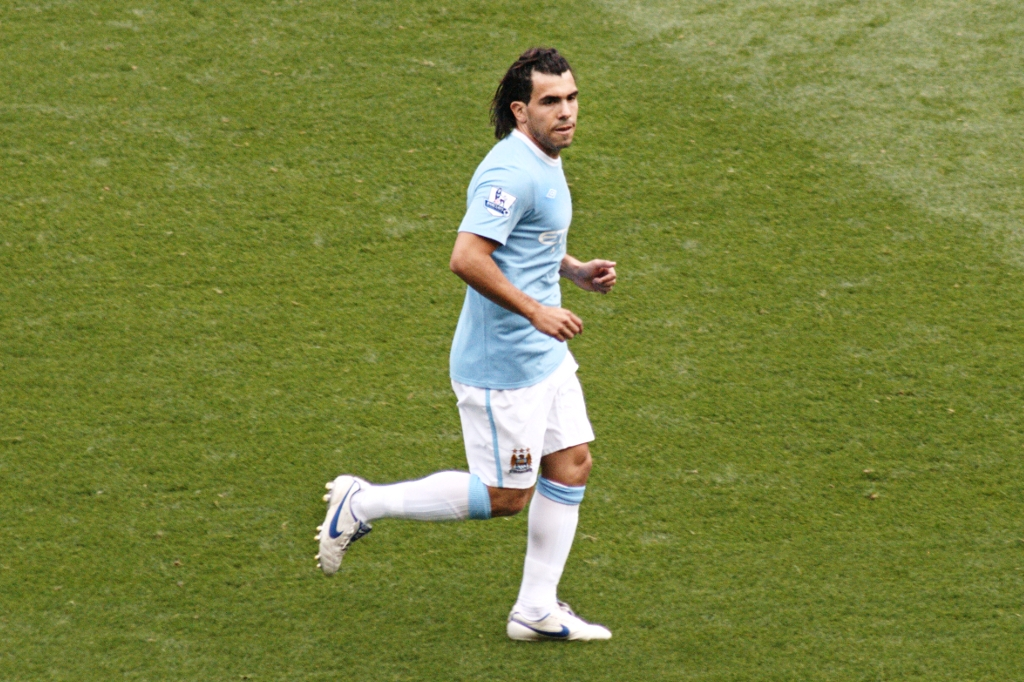
Carlos Tévez fue uno de los goleadores con 20 anotaciones.

| Jugador              | Equipo                       | Goles |
| -------------------- | ---------------------------- | ----- |
| Dimitar Berbatov     | Manchester United            | 20    |
| Carlos Tévez         | Manchester City              | 20    |
| Robin van Persie     | Arsenal                      | 18    |
| Darren Bent          | Sunderland / Aston Villa     | 17    |
| Peter Odemwingie     | West Bromwich                | 15    |
| Andrew Carroll       | Newcastle United / Liverpool | 13    |
| Javier Hernández     | Manchester United            | 13    |
| Rafael van der Vaart | Tottenham Hotspur            | 13    |
| DJ Campbell          | Blackpool                    | 13    |
| Dirk Kuyt            | Liverpool                    | 13    |
| Florent Malouda      | Chelsea                      | 13    |

| Bandera de Inglaterra                |
| Campeón Manchester United 19º título |

## Récords y estadísticas
- Más goles en un partido: 8 goles
  - Manchester United 7 - 1 Blackburn Rovers (jornada 15)
  - Newcastle United 4 - 4 Arsenal (jornada 26)
  - Everton 5 - 3 Blackpool (jornada 26)
- Mayor goleada local: 6 goles
  - Manchester United 7 - 1 Blackburn Rovers (jornada 15)
  - Chelsea 6 – 0 West Bromwich Albion (jornada 1)
  - Arsenal 6 - 0 Blackpool (jornada 2)
  - Newcastle United 6 - 0 Aston Villa (jornada 2)
- Mayor goleada visitante: 6 goles
  - Wigan Athletic 0 - 6 Chelsea (jornada 2)